# Ernst-Otto Schwabe
Ernst-Otto Schwabe (* 2. Juni 1929 in Berlin; † 31. August 2005) war in der DDR langjähriger Chefredakteur der außenpolitischen Zeitschrift horizont und Mitglied der Außenpolitischen Kommission beim Politbüro des ZK der SED.

## Leben
Ernst-Otto Schwabe erreichte die erste herausgehobene Station seiner Parteikarriere in der SED als Sektorenleiter in der Abteilung Internationale Verbindungen des ZK der SED. Danach war er von 1965 bis 1968 Leiter der Presseabteilung im Ministerium für Auswärtige Angelegenheiten der DDR. Am 11. September 1968 erhielt er vom Sekretariat des SED-Zentralkomitees den Auftrag zur Gründung und Leitung von horizont. Den Chefredakteursposten hatte er bis 1989 inne. Ihm wurden gute Kontakte zur obersten DDR-Führung zugeschrieben, so dass Hans Otto Bräutigam als Leiter der Ständigen Vertretung Gespräche mit ihm als inoffiziellen diplomatischen Kommunikationsweg mit dem Führungskreis um Honecker suchte. Schwabe gab die Inhalte dieser Gespräche wie gewünscht an Honecker weiter.
1989 wurde er mit dem Vaterländischen Verdienstorden in Gold ausgezeichnet.
Schwabe starb im Alter von 76 Jahren.

## Veröffentlichungen
- Kampf gegen Faschismus und Krieg damals und heute. Panorama Verlag, Berlin 1975.
- Zusammen mit Tord Hugo Riemann: Freiheit, Demokratie, Menschenrechte, für wen und wofür? Eine Information aus der DDR.  Panorama Verlag, Berlin 1976.
- Wir wollen weiter in Frieden leben – was tun? Eine Betrachtung aus der DDR. Verlag Zeit im Bild, Dresden 1977. Erschienen auch in englischer, finnischer, französischer, italienischer, schwedischer und spanischer Sprache.[4]